# Colpotrochia habenia
Colpotrochia habenia là một loài tò vò trong họ Ichneumonidae.